# المبادرة الوطنية الفلسطينية
المبادرة الوطنية الفلسطينية حركة سياسية اجتماعية فلسطينية من مؤسسيها الراحل الدكتور حيدر عبد الشافي من قطاع غزة والدكتور مصطفى البرغوثي من مدينة رام الله بالضفة الغربية، والأستاذ إبراهيم الدقاق من مدينة القدس، والراحل إدوارد سعيد.

## البرنامج السياسي
تدعو المبادرة إلى التصدي للضغوط الإسرائيلية والعمل على استمرار الكفاح الوطني من اجل إنهاء الاحتلال والاستيطان وإقامة دولة فلسطين الديمقراطية المستقلة على كامل الأراضي الفلسطينية وحماية حقوق اللاجئين الفلسطينيين في العودة، والعمل على كسر الحصار الاحتلالي وإفشاله. كما تطالب بإصلاح جذري حقيقي وشامل يتجنب إنصاف حلول، ويتم برؤية فلسطينية كفاحية متفائلة بهدف تعزيز الصمود الوطني والوحدة وإعادة الثقة للمواطنين والمناضلين الفلسطينيين وأبناء الشعب الفلسطيني في الوطن والشتات
تركز المبادرة في برنامجها على:
- الكفاح للإفراج عن الأسرى والمعتقلين في سجون الاحتلال
- تفعيل دور الجاليات وأبناء الشعب الفلسطيني في الشتات
- تعزيز دور منظمات المجتمع المدني
- تصعيد حملة التضامن الشعبية الدولية مع الشعب الفلسطيني

من أجل أوسع حملة تضامن شعبية دولية لدعم الشعب الفلسطيني ونضاله العادل

## وصلات خارجية
- الموقع الرسمي للمبادرة